# Omikron1 Canis Majoris
Omikron1 Canis Majoris, (ο1 Canis Majoris, förkortat Omikron1 CMa, ο1 CMa), som är stjärnans Bayer-beteckning, är en ensam stjärna i den mellersta delen av stjärnbilden Stora hunden. Den har en genomsnittlig skenbar magnitud på +3,87 och är synlig för blotta ögat där ljusföroreningar ej förekommer. Baserat på parallaxmätningar i Hipparcos-uppdraget på ca 0,22 mas beräknas den befinna sig på ca 14 800 ljusårs (4 550 parsek) avstånd från solen.
Avståndet till Omikron1 Canis Majoris är osäkert. Den är starkt förknippad med stjärnföreningen Collinder 121, som ligger på omkring 3 500 ljusårs (1 085 parsek) avstånd. Den ursprungliga parallaxen enligt Hipparcos placerar den på avståndet 610 pc, liknande avståndet till EZ Canis Majoris, en annan medlem av Cr 121. Omikon1 CMa verkar interagera med nebulosan runt EZ CMa, vilket skulle betyda att de två är på samma avstånd. Den reviderade Hipparcos-parallaxen är emellertid endast 0,22 mas, med en felmarginal på 0,43 mas, så avståndet är inte väldefinierat men är sannolikt stort. Avståndet till EZ CMa är nu tänkt att vara ca 1 500 pc. Omvänt, även om den är separerad med endast 2 grader från den blåa supergianten Omikron2 Canis Majoris, verkar de inte vara fysiskt relaterade.

## Nomenklatur
Johann Bayer gav två angränsande stjärnor Bayerbeteckning i Canis Majoris år 1603, men utan att skilja mellan stjärnorna. John Flamsteed gav de två omikronstjärnorna sina egna numrerade beteckningar som 16 respektive 24 Canis Majoris i början av 1700-talet. Friedrich Wilhelm Argelander betecknade stjärnorna som οmikron1 och οmikron2 i sin atlas Uranometria Nova.

## Egenskaper
Omikron1 Canis Majoris är en orange till röd superjättestjärna av spektralklass K2.5 Iab, som genererar energi genom kärnfusion av helium i dess kärna och kommer en dag att explodera som en supernova av typ II. Den har en massa som är ca 8 gånger solens massa, en radie som är ca 280 gånger större än solens och utsänder ca 16 000 gånger mera energi än solen från dess fotosfär vid en effektiv temperatur på ca 27 000 K.
Omikron1 Canis Majoris, eller 16 Canis Majoris, är en långsam irreguljär variabel (LC). Den varierar mellan skenbar magnitud +3,78 och 3,99 utan någon skönjbar periodicitet.